# مارگاریتا نیکولائفا
مارگاریتا نیکولائفا (به انگلیسی: Margarita Nikolaeva) ژیمناست زادهٔ ۲۳ سپتامبر ۱۹۳۵ میلادی اهل کشور شوروی است.